# Pașkivka, Makariv
Pașkivka (în ucraineană Пашківка) este localitatea de reședință a comunei Pașkivka din raionul Makariv, regiunea Kiev, Ucraina.

## Demografie
Componența lingvistică a localității Pașkivka
     Ucraineană (97,42%)
     Rusă (2,45%)
     Alte limbi (0,13%)
Conform recensământului din 2001, majoritatea populației localității Pașkivka era vorbitoare de ucraineană (97,42%), existând în minoritate și vorbitori de rusă (2,45%).